# Frederiksberg Bladet
Frederiksberg Bladet er en lokal ugeavis, der bliver udgivet på Frederiksberg, der er udgivet siden 1925. I dag udgives avisen af Berlingske Lokalaviser, der ejes af Berlingske Media.
Chefredaktør er Morten Friis Outzen.